# Xining

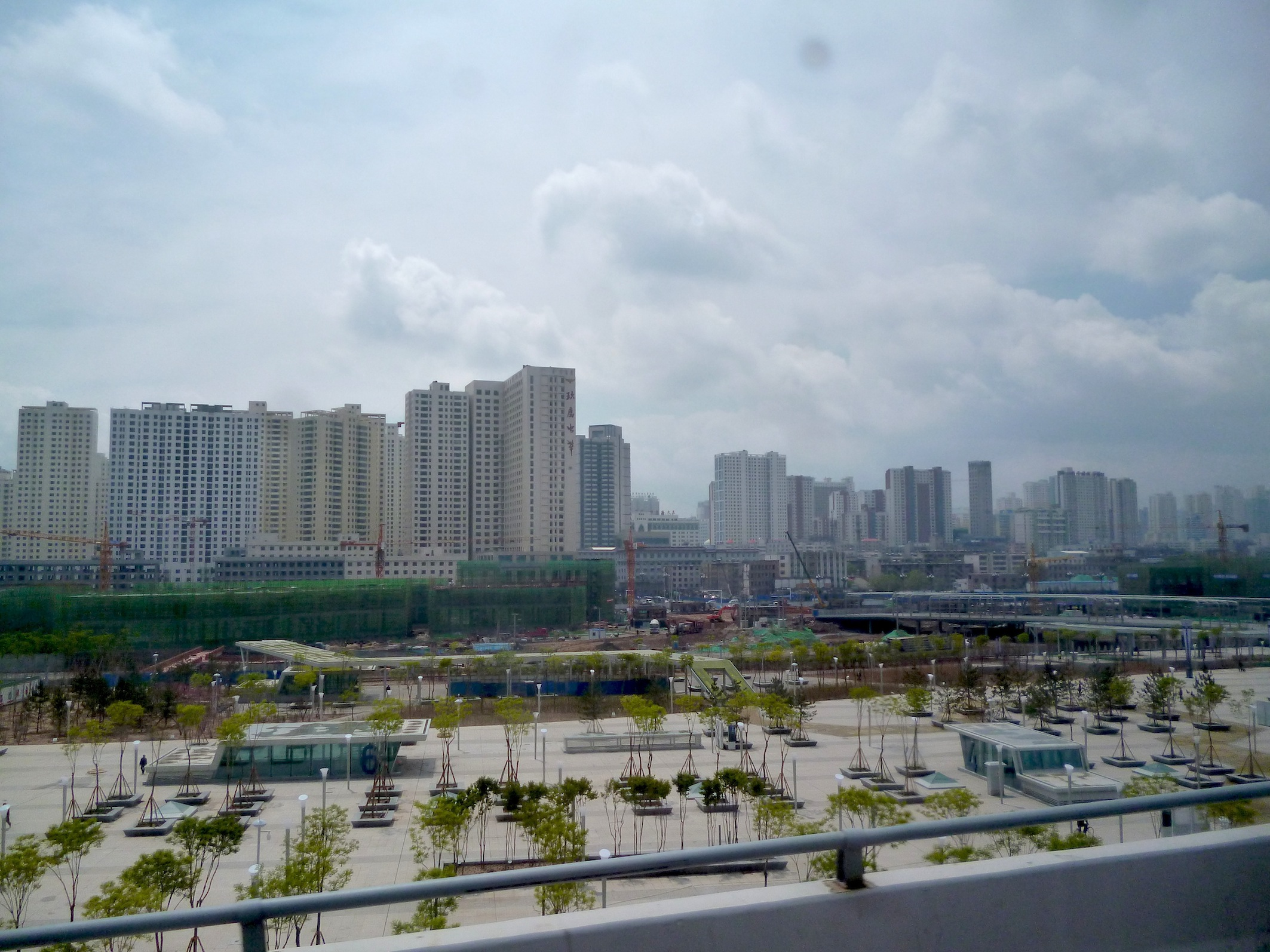
Bauruinen in Xining. Davor der trockengelegte Huangshui-Fluss

Xining (chinesisch 西寧 / 西宁, Pinyin Xīníng – „Westliche Ruhe (Frieden)“, tib.: zi ling) ist die Hauptstadt der chinesischen Provinz Qinghai. Das Verwaltungsgebiet Xinings hat eine Fläche von 7.424 km² und 2.467.965 Einwohner (Stand: Zensus 2020).

## Geographie
Xining liegt am Fluss Huang Shui.

## Administrative Gliederung
Als bezirksfreie Stadt setzt sich Xining auf Kreisebene aus vier Stadtbezirken, zwei Kreisen und einem Autonomen Kreis zusammen. Diese sind (Stand: Zensus 2020):
- Stadtbezirk Chengzhong (城中区 = „Stadtmitte“), 157 km², 325.813 Einwohner, Sitz der Stadtregierung;
- Stadtbezirk Chengdong (城东区 = „Oststadt“), 113 km², 489.372 Einwohner;
- Stadtbezirk Chengxi (城西区 = „Weststadt“), 54 km², 326.866 Einwohner;
- Stadtbezirk Chengbei (城北区 = „Nordstadt“), 137 km², 417.701 Einwohner;
- Stadtbezirk Huangzhong (湟中区), 2.432 km², 395.043 Einwohner;
- Kreis Huangyuan (湟源县), 1.547 km², 109.802 Einwohner, Hauptort: Großgemeinde Chengguan (城关镇);
- Autonomer Kreis Datong der Hui (大通回族土族自治县), 3.156 km², 403.368 Einwohner, Hauptort: Großgemeinde Qiaotou (桥头镇).

## Bevölkerung
Die Volkszählung des Jahres 2010 ergab, dass im Verwaltungsgebiet 74,04 % Han, 16,26 % Hui, 5,51 % Tibeter und 2,6 % Tu lebten.

## Geschichte
Die Stadt geht mit ihrer Gründung im 2. Jahrhundert v. Chr. auf eine chinesische Garnison der Han-Zeit zurück und erlebte in den Wechselbädern der Geschichte verschiedene nomadische und chinesische Reiche als Oberherrschaften.
In der tibetischen Kulturregion Amdo war sie, zusammen mit anderen seit der Han-Zeit gegründeten Vorposten, das Zentrum einer Han-Besiedlung in einem Lebensraum, der mit der Entstehung des tibetischen Großreiches im 7. Jahrhundert zunehmend zum Konfrontationsraum zwischen Tibetern und Han wurde, aber auch zu einer wichtigen Drehscheibe des Handels und des kulturellen Austausches.
Aus der Stadt, die noch in den 1940er Jahren ca. 50.000 Einwohner hatte, ist inzwischen eine Millionenstadt geworden. Obwohl Xining ein modernes Industriezentrum ist, sind auch die Tibeter mit wirtschaftlichen Aktivitäten zunehmend im Stadtbild präsent.

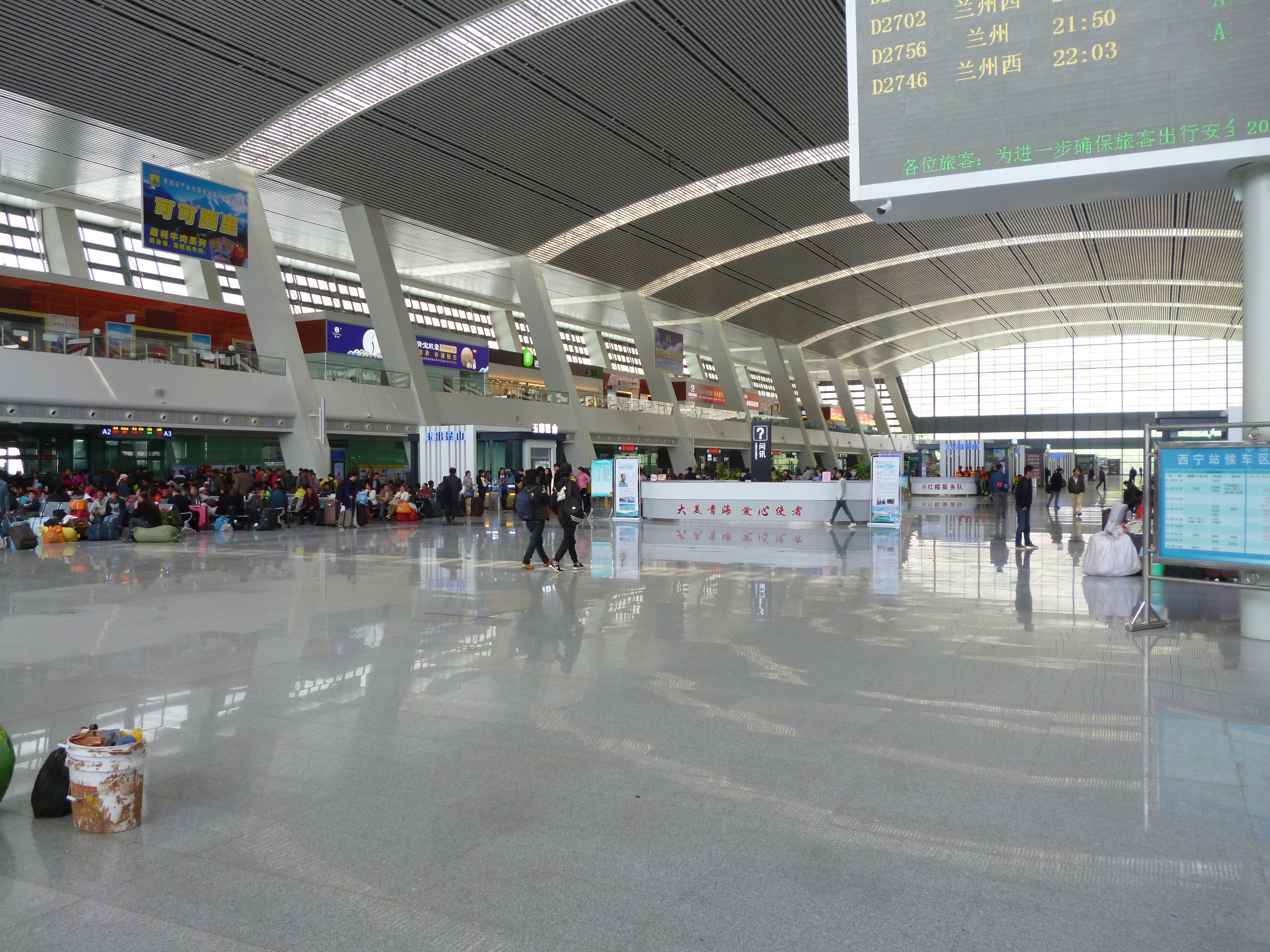
Der neue Bahnhof in Xining

Seit 2015 kann man von dem neuen Bahnhof in Xining mit der Lhasa-Bahn fahren. Die Fahrt nach Lhasa dauert mit diversen kurzen Stopps rund 17 Stunden.

## Kultur

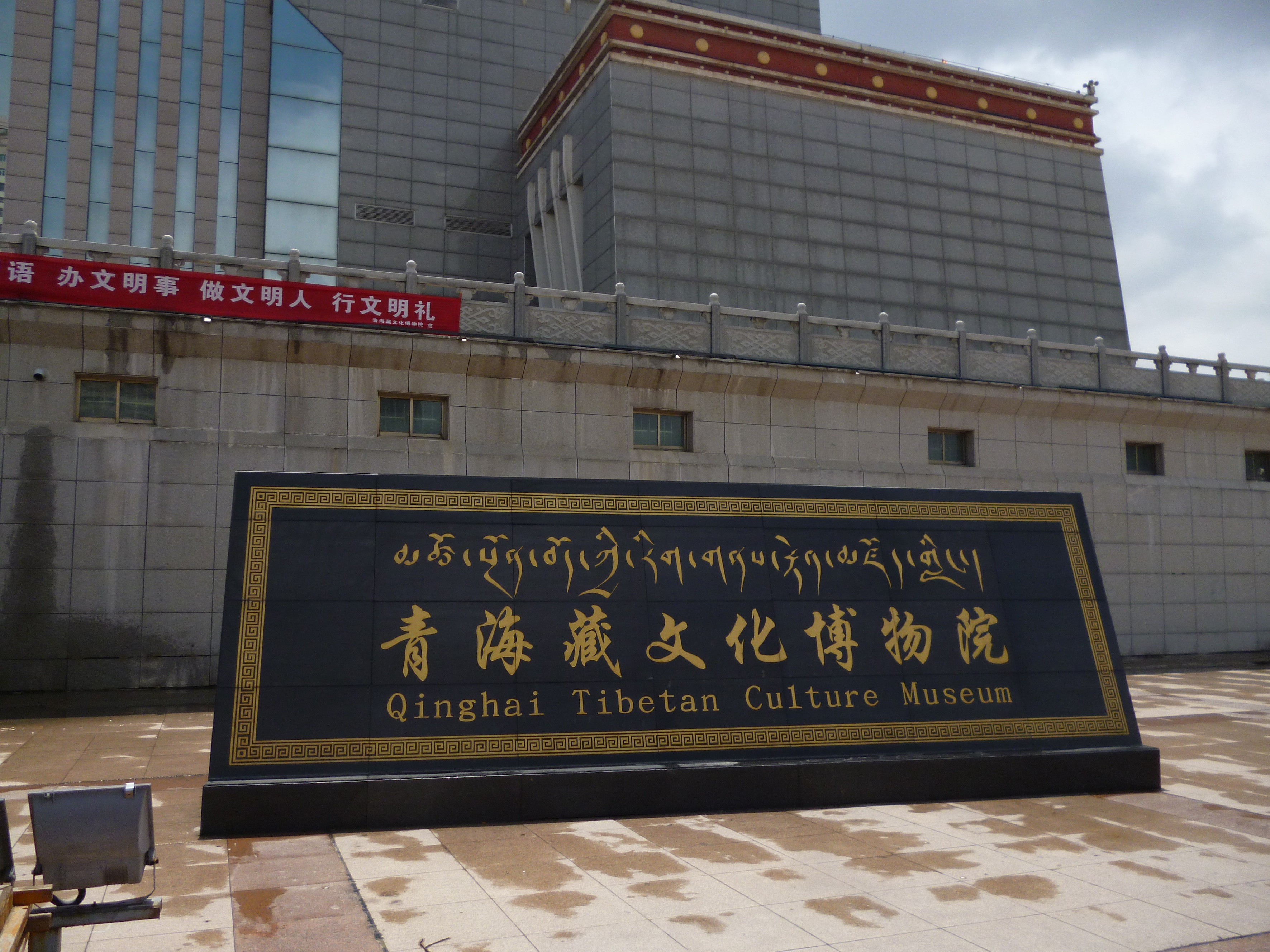
Das Qinghai Tibetan Cultural Museum

Im Tibetan Cultural Museum in Xining kann u. a. die weltlängste Thangka besichtigt werden. Sie misst 618 Meter in der Länge und 2,5 Meter in der Breite und beinhaltet alles zur tibetischen Geschichte und Kultur. Rund 40 km von Xining entfernt ist eine der bedeutendsten tibetischen Tempelanlagen zu besichtigen, der Kumbum Tempel.

## Erdbeben
Das Gulang-Erdbeben von 1927, das auch Xining traf, ereignete sich am 23. Mai 1927 und erreichte einen Wert von 7,6 auf der Richter-Skala. Bei dem weitflächigen Beben verloren 41.000 Menschen ihr Leben. Es gab dabei auch große Landverschiebungen.

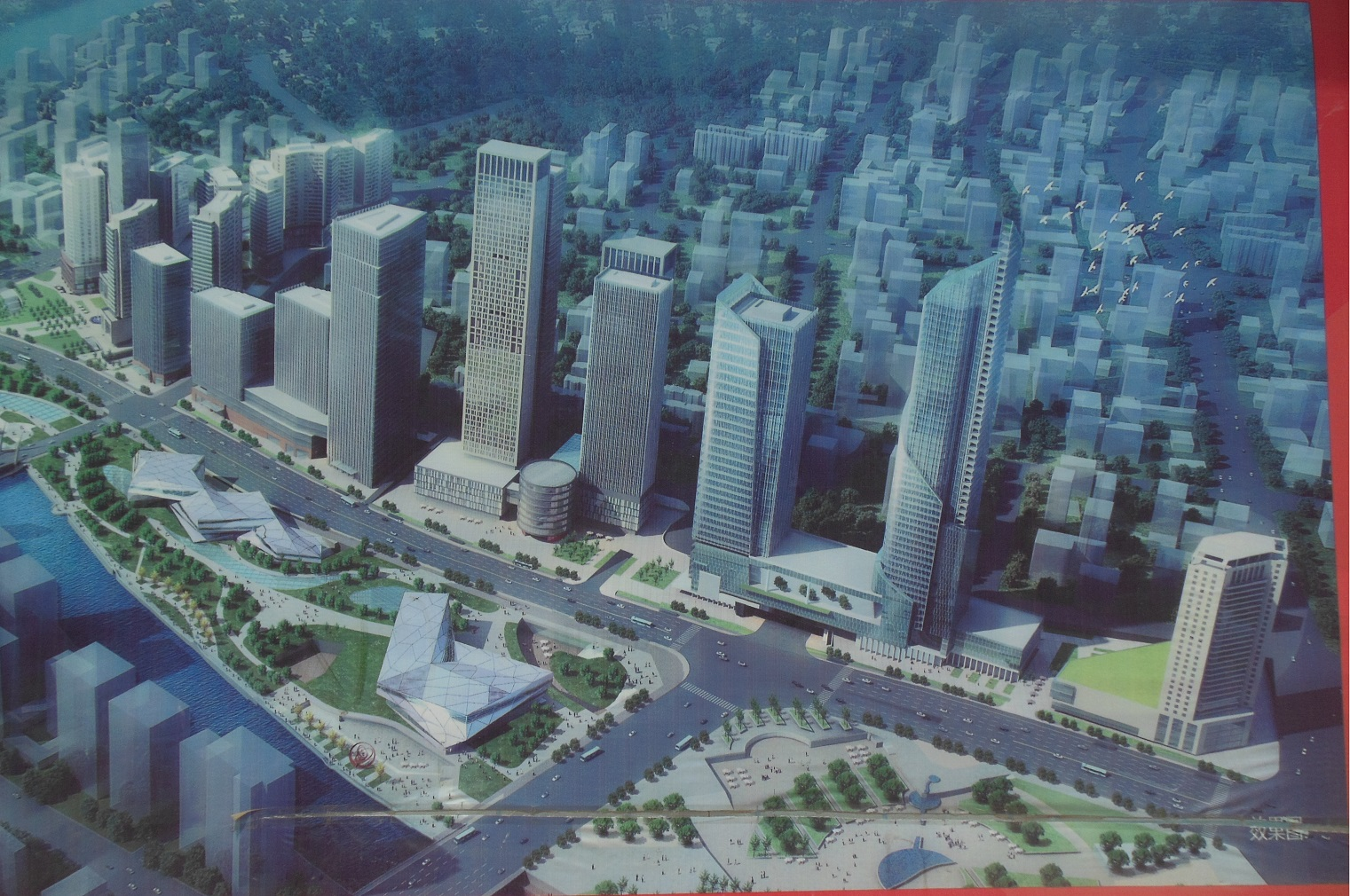
Vision des zukünftigen Xining auf Plakatwänden (2015)

## Klimatabelle
|                       | Jan   | Feb   | Mär  | Apr  | Mai  | Jun  | Jul  | Aug  | Sep  | Okt  | Nov  | Dez   |   |      |
| Mittl. Tagesmax. (°C) | 1,1   | 3,6   | 9,5  | 15,8 | 19,8 | 22,6 | 24,4 | 23,9 | 18,5 | 13,9 | 7,1  | 2,2   | ⌀ | 13,6 |
| Mittl. Tagesmin. (°C) | −14,1 | −10,7 | −4,0 | 1,7  | 6,3  | 9,2  | 11,5 | 11,0 | 7,5  | 1,7  | −5,8 | −12,2 | ⌀ | 0,2  |
|                       |       |       |      |      |      |      |      |      |      |      |      |       |   |      |
| Niederschlag (mm)     | 1     | 2     | 6    | 20   | 46   | 54   | 81   | 76   | 54   | 23   | 4    | 1     | Σ | 368  |
|                       |       |       |      |      |      |      |      |      |      |      |      |       |   |      |
| Sonnenstunden (h/d)   | 7,0   | 7,5   | 7,6  | 8,0  | 8,1  | 8,4  | 8,0  | 8,0  | 6,8  | 7,2  | 7,2  | 7,0   | ⌀ | 7,6  |
|                       |       |       |      |      |      |      |      |      |      |      |      |       |   |      |
| Regentage (d)         | 3     | 3     | 4    | 6    | 11   | 13   | 15   | 14   | 14   | 8    | 3    | 2     | Σ | 96   |
|                       |       |       |      |      |      |      |      |      |      |      |      |       |   |      |
| Luftfeuchtigkeit (%)  | 47    | 45    | 46   | 48   | 54   | 58   | 65   | 66   | 67   | 63   | 56   | 52    | ⌀ | 55,6 |

| −14,1 |

| −10,7 |

| −4,0 |

| 1,7 |

| 6,3 |

| 9,2 |

| 11,5 |

| 11,0 |

| 7,5 |

| 1,7 |

| −5,8 |

| −12,2 |

| −14,1 |

| −10,7 |

| −4,0 |

| 1,7 |

| 6,3 |

| 9,2 |

| 11,5 |

| 11,0 |

| 7,5 |

| 1,7 |

| −5,8 |

| −12,2 |